# 巴尔比-塞纳雷加宫
44°24′51.64″N 8°55′39.68″E / 44.4143444°N 8.9276889°E

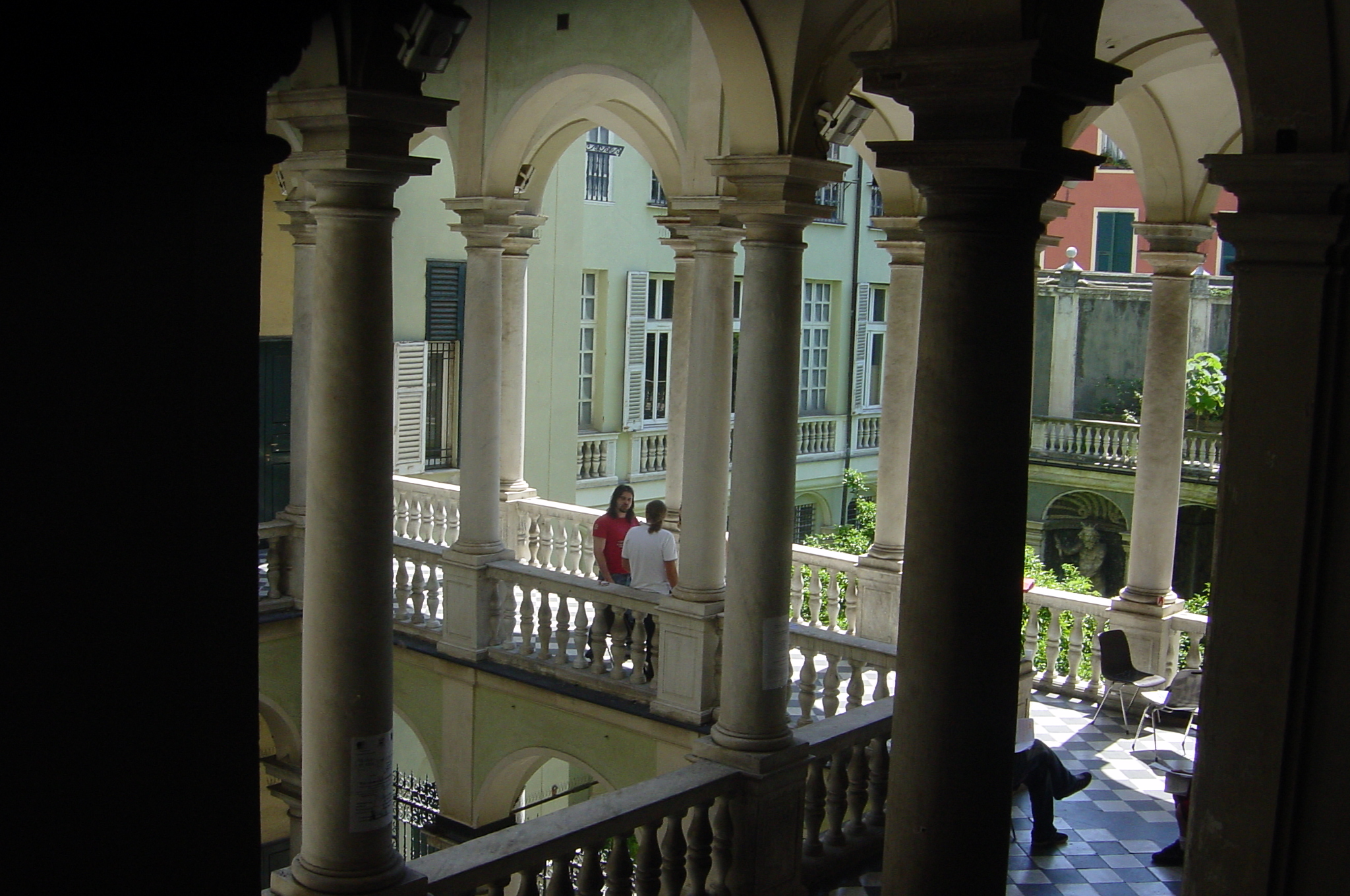

巴尔比-塞纳雷加宫（Palazzo Balbi-Senarega）是意大利热那亚的一座历史建筑，位于巴尔比街4号，2006年作为罗利宫殿体系的42座宫殿之一，被列为世界文化遗产。
该建筑建于1618-1665年，建筑师巴托洛梅奥·比安科。现在是热那亚大学人文系。